# Liste der Monuments historiques in Moncetz-l’Abbaye
Die Liste der Monuments historiques in Moncetz-l’Abbaye führt die Monuments historiques in der französischen Gemeinde Moncetz-l’Abbaye auf.

## Liste der Objekte
| Bezeichnung               | Beschreibung | Standort                        | Kennzeichnung | Schutzstatus | Datum | Bild |
| ------------------------- | --- | ------------------------------- | ------------- | ------------ | ----- | ---- |
| Druckgrafik Kreuzigung    | Lithographie, 19. Jahrhundert                                                                                   | in der Kirche St-Calixte (Lage) | PM51002151    | Inscrit      | 1974  |      |
| Taufbecken                | Stein, 18. Jahrhundert                                                                                          | in der Kirche St-Calixte (Lage) | PM51002226    | Inscrit      | 1975  |      |
| Hauptaltar                | Altartisch und Tabernakel; Marmor, 18. Jahrhundert; aus dem Kloster Trois-Fontaines in Trois-Fontaines-l’Abbaye | in der Kirche St-Calixte (Lage) | PM51002149    | Inscrit      | 1974  |      |
| Gemälde Heiliger Nikolaus | Ölfarbe auf Leinwand, 17. Jahrhundert                                                                           | in der Kirche St-Calixte (Lage) | PM51002150    | Inscrit      | 1974  |      |